# Villanueva de Castellón
Villanueva de Castellón es un municipio de la Comunidad Valenciana, España. Pertenece a la provincia de Valencia, situado en la comarca de la Ribera Alta, a la zona sur de la misma.

## Geografía

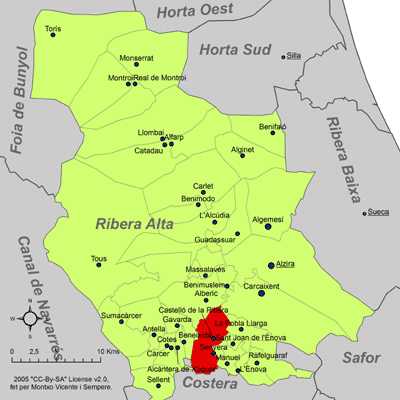
Localización en la comarca de la Ribera Alta

Integrado en la comarca de la Ribera Alta, se sitúa a 55 kilómetros de la capital valenciana. El término municipal está atravesado por un tramo de la antigua carretera N-340, en el pK 855, y por carreteras locales que conectan con los pueblos limítrofes de Alberique (CV-542), Puebla Larga (CV-560), San Juan de Énova (CV-561), Señera (CV-562) y Benegida (CV-560).
El relieve del municipio es prácticamente llano, destacando en el territorio la confluencia del río Albaida con el río Júcar, haciendo este último de límite septentrional. Por la zona sur destacan algunos pequeños cerros que sirven de límite natural con la comarca de La Costera, cerca del puerto de Cárcer. La altitud oscila entre los 261 m al sur (Alteró de la Batería) y los 29 m a orillas del río Júcar. El pueblo se alza a 36 m sobre el nivel del mar.
El clima es de tipo mediterráneo, caracterizado por inviernos templados y lluviosos, veranos secos y calurosos, así como otoños y primaveras variables, tanto en temperaturas como en precipitaciones.
Partiendo desde Valencia, se accede a la localidad a través de la autovía A-7 para enlazar con la carretera convencional CV-560. También se puede acceder a la localidad a través de la línea 1 de Metrovalencia, en la estación homónima, siendo esta la última de su línea.

### Localidades limítrofes
| Noroeste: Alberique                   | Norte: Alberique    | Noreste: Carcagente                                   |
| Oeste: Gabarda                        |                     | Este: Puebla Larga, San Juan de Énova,Señera y Manuel |
| Sudoeste: Benegida y Játiva (exclave) | Sur: Llosa de Ranes | Sudeste: Játiva                                       |

## Historia
El municipio tiene su origen en una aldea musulmana que, tras la reconquista cristiana, pasó a depender de la jurisdicción de Játiva. En 1587, Felipe II le concedió la independencia y el título de villa con derecho a mercado. En 1708, como castigo por su participación en la Guerra de Sucesión a favor de la causa austracista, Felipe V cambió el nombre de la localidad a Castellón de San Felipe y la obligó a depender de Carcagente. En 1735 volvería a recuperar la autonomía, siendo llamada desde entonces, en castellano, villa de Castellón, o nueva villa de Castellón. Durante el siglo XIX, algún funcionario censal utilizó el título de villa en mayúsculas, y con tal de diferenciarla de Castellón de la Plana, eligió el nombre de Villa Nueva de Castellón, que poco a poco derivó en Villanueva de Castellón.
El nombre del pueblo ha sido objeto de fuerte polémica entre sus habitantes en el último cuarto del siglo XX y principios del siglo XXI, politizándose así la cuestión toponímica y extremándose las posturas. En 1981 el alcalde José Benetó Ferrús reguló el nombre al valenciano, quedando como Vila·Nova de Castelló. El consistorio local, gobernado por EUPV, promovió el cambio del nombre aduciendo que lo más habitual era referirse al pueblo como Castelló, y siendo la Ribera su comarca (antiguamente perteneciente a La Costera), el municipio pasó a nombrarse Castellón de la Ribera (por haber otros municipios con el nombre de Castellón) supuestamente cumpliendo todas las normas legales requeridas para hacerlo. Sin embargo, el cambio fue denunciado en repetidas ocasiones ante los tribunales por la oposición –encabezada por opciones políticas como AP y UV– que sucesivamente perdió y recurrió los pleitos. El Ayuntamiento, como forma de ahorro local, dejó que el pleito fuese gestionado por la Generalidad.
En el año 1995 hubo un cambio de gobierno en la Generalidad Valenciana, de forma que el PSPV perdió la mayoría absoluta para dejar paso a un gobierno de coalición formado por el Partido Popular y Unión Valenciana. Al filtrarse la sentencia del juicio favorable para el consistorio local, la Generalidad se allanó del pleito ante la amenaza de disolución de las agrupaciones locales del PP en la Ribera Alta en caso de permitir el cambio de topónimo. Por su parte, el entonces alcalde, desestimó la realización de un referéndum por considerarlo ilegal. Desde octubre de 2020 y la publicación de la BOE del cambio de nombre y hasta marzo de 2025 cuando el Tribunal Superior de Justicia de la Comunidad Valenciana anuló dicho decreto, el municipio recibió el topónimo de Castelló. Esta nueva decisión cuenta con el aval de la Academia Valenciana de la Lengua, pero fue recurrida por el ayuntamiento de Castellón de la Plana, que finalmente ganó el recurso interpuesto ante el TSJCV anulando el cambio toponímico debido a las numerosas confusiones administrativas que se produjeron en este periodo de tiempo.

## Demografía
Villanueva de Castellón cuenta con una población de 6897 habitantes (INE 2024).
| Gráfica de evolución demográfica de Villanueva de Castellón entre 1842 y 2021                                       |
| |
| Población de derecho según los censos de población del INE Población de hecho según los censos de población del INE |

## Economía
Su economía es básicamente agrícola, aunque cuenta con una pequeña industria.
La superficie cultivada es toda de regadío, se rige por medio de un riego motorizado y a goteo en la montaña, dentro de ella encontramos naranjas y hortalizas. La ganadería ha desaparecido con los años.
El sector industrial cuenta con fábricas de conservas alimenticias y almacenes de comercialización y exportación de naranja, así como algunas otras actividades menores. Recientemente se ha creado el parque empresarial "El Pla II", con una superficie de 293 260 m² distribuidos 120 parcelas (SEPES).
También existen empresas de logística, construcción e iluminación que se han instalado allí.

## Administración y política
| Periodo   | Nombre                     | Partido                               |
| --------- | -------------------------- | ------------------------------------- |
| 1979-1983 | José Benetó Ferrús         | PSPV-PSOE                             |
| 1983-1987 | José Benetó Ferrús         | PSPV-PSOE                             |
| 1987-1991 | Antoni Vizcaíno Puche      | EUPV-UPV                              |
| 1991-1995 | Antoni Vizcaíno Puche      | EUPV                                  |
| 1995-1999 | Esther Guardiola Gómez     | PSPV-PSOE                             |
| 1999-2003 | Alfred Gregori i Puig      | BLOC-EUPV                             |
| 2003-2007 | Alfred Gregori i Puig      | EUPV-L'Entesa                         |
| 2007-2011 | Alfred Gregori i Puig      | EUPV-VERDS                            |
| 2011-2015 | Salvador Álvarez Carbonell | PP                                    |
| 2015-2019 | Óscar Noguera Alberola     | Gent de Castelló i Esquerra-Compromís |
| 2019-2023 | Óscar Noguera Alberola     | Gent de Castelló i Esquerra-Compromís |
| 2023-act. | Horte Gomez Llacer         | PSPV-PSOE                             |

## Patrimonio
- Iglesia parroquial. Dedicada a Ntra. Sra. de la Asunción. Edificada en el siglo XV.
- Ermita de Santa Bárbara. Resultó destruida en un terremoto durante el siglo XIX.
- Ermita de la Sangre de Cristo.
- Colegio Santo Domingo. Colegio de Dominicas, con más de 100 años de historia. De estilo modernista valenciano, es obra del arquitecto valenciano Joaquín María Arnau Miramón en 1901.
- Mercado de Villanueva de Castellón. Inaugurado en 1928, de estilo modernista valenciano, es obra del arquitecto Carlos Carbonell Pañella.
- Edificio del ayuntamiento y de la Real Acequia Escalona.
- Teatro Ideal. Construido a principios del siglo XX.
- Edificio de la obrera.
- Fábrica-colonia de papel.
- Cine California. Obra del arquitecto valenciano Juan Guardiola en la década de 1950.

## Equipo deportivos
- UD Castellonense Club de Fútbol
- Escuela de Fútbol de Castellón de la Ribera
- Club de Atletismo
- Escuela de Balonmano Castellonera / Club de Balonmano Castelloner
- Club de Pelota Valenciana Castellonense
- Club de Tenis Castellonense

## Fiestas locales
- Fiestas Patronales. Celebra sus fiestas mayores y de Moros y Cristianos la última semana de agosto, así como una feria en diciembre con fiesta central el día de Santa Lucía (13).
- Moros y Cristianos. En la actualidad hay 4 comparsas moras y 4 cristianas:
- Comparsas moras:
  - Alfàrabes
  - Almohades
  - Califes-tuaregs
  - Almoràvids
- Comparsas cristianas:
  - El Castellet
  - Contrabandistes
  - Conqueridors
  - Roders
- Fallas. En la actualidad hay 6 comisiones falleras en el pueblo:
  - Falla San Rafael (Fundada en 1969 refundada en 2008)
  - Falla Les Moreretes (Fundada en 1967)
  - Falla La Almena (Fundada en 1970)
  - Falla Sant Doménech (Fundada en 1975)
  - Falla El Mercado (Fundada en 1977)
  - Falla País Valenciano (Fundada en 1994)